# Christian Kayßler
Christian Friedrich Kayßler (né le 14 juin 1898 à Breslau, mort le 10 mars 1944 à Berlin-Blankenfelde) est un acteur allemand.

## Biographie
Christian Kayssler est le fils de l'acteur Friedrich Kayssler et beau-fils de sa femme (à partir de 1905), l'actrice Helene Fehdmer. Kayßler reçoit des cours de théâtre de son père et commence sa carrière théâtrale peu après la fin de la Première Guerre mondiale au Kammerspiele de Munich, dirigé par Otto Falckenberg.
Il s'installe à Vienne et Stuttgart et vient au Deutsches Theater de Berlin. À la Volksbühne Berlin, il joue dans Rose Bernd de Gerhart Hauptmann en 1937, dans Wilhelm Tell de Friedrich Schiller et Agnes Bernauer de Friedrich Hebbel en 1938.
Pendant la Seconde Guerre mondiale, Kayßler participe à plusieurs reprises dans les films de propagande nazie. Il incarne principalement des soldats ou des officiers.
Kayßler fait un premier mariage avec l'auteure de livres pour enfants Anne Beblo. Leur fille Christine (1923-2010) deviendra actrice. Il épouse ensuite l'actrice Mila Kopp dans les années 1920 et est souvent sur scène avec elle. Leurs enfants sont Maria (née en 1934) et Martin Kayßler (né en 1939), qui deviennent également acteurs.
Christian Kayßler meurt en mars 1944 dans un bombardement allié.

## Filmographie
- 1934 : Les Deux Rois
- 1937 : Pan
- 1937 : Unternehmen Michael
- 1939 : Ziel in den Wolken
- 1939 : Trois Sous-officiers
- 1939 : D III 88
- 1939 : Faux coupables
- 1940 : Erreur douloureuse (de)
- 1941 : Kampfgeschwader Lützow
- 1941 : Ich klage an
- 1942 : Schicksal (de)
- 1942 : Andreas Schlüter
- 1942 : Die Entlassung